# Hemiarthrus surculus
Hemiarthrus surculus är en kräftdjursart som beskrevs av Christopher B. Boyko och Williams 2004. Hemiarthrus surculus ingår i släktet Hemiarthrus och familjen Bopyridae. Inga underarter finns listade i Catalogue of Life.